# Macledium nanum
Macledium nanum là một loài thực vật có hoa trong họ Cúc. Loài này được (Welw. ex Hiern) S.Ortiz mô tả khoa học đầu tiên năm 2001.